# Vuelo 404 de Alitalia
El Vuelo 404 de Alitalia, operado por un avión McDonnell Douglas DC-9-32, se estrelló cerca del Aeropuerto de Zúrich, Suiza el 14 de noviembre de 1990. El avión con cuarenta y seis personas a bordo efectuó un vuelo controlado contra el terreno en la localidad de Weiach, a cinco millas de pista. Todas las personas a bordo murieron.
Una investigación suiza concluyó que el accidente fue causado por un cortocircuito, que provocó el fallo del receptor NAV de la aeronave. La avería pasó desapercibida para la tripulación, que probablemente creía que estaban en la ruta de vuelo correcta hasta el accidente. Las autoridades suizas también culparon a la gestión inadecuada de los recursos de la tripulación, ejemplificada cuando el comandante desoyó la intención de frustrar la aproximación del primer oficial, junto con la ausencia de iluminación en la montaña Stadlerberg y un problema conocido en la lectura errónea del altímetro de tambor de la aeronave.
El informe final de la Junta Federal de Investigación de Accidentes de Aeronaves solicitó varios cambios importantes y formuló más recomendaciones.

## Accidente
Durante la aproximación a la pista 14 del Aeropuerto Internacional de Zúrich, el indicador del sistema de aterrizaje por instrumentos, ILS, del piloto arrojó valores incorrectos debido a un receptor defectuoso. Indicó falsamente que la aeronave estaba unos 1,000 pies más alta de lo que realmente estaba, lo que también impidió que el sistema de advertencia de proximidad al suelo, GPWS, emitiera una alerta. El receptor del ILS del primer oficial funcionaba correctamente y mostraba una aproximación peligrosamente baja. El comandante decidió continuar la aproximación a pesar de que el primer oficial había iniciado la maniobra de aproximación frustrada sin determinar cuál de los dos sistemas funcionaba correctamente. Poco después, a las 20:11 CET, el avión golpeó la montaña Stadlerberg a 1.660 pies, matando a los 40 pasajeros y 6 tripulantes.
El primer impacto de la aeronave fue con árboles en el lado derecho de la aeronave, lo que provocó que varias partes esenciales del plano de dicho lado, como los flaps la sección más externa del ala, se desprendieran. Como resultado, la aeronave produjo una fuerza de elevación asimétrica y comenzó a alabear hacia la derecha, chocando finalmente contra la montaña en una posición casi invertida. 
Los bomberos y la policía fueron enviados de inmediato al lugar del accidente, pero el fuego fue tan intenso que tardó un día entero en extinguirse. Testigos presenciales declararon que "el avión ardía como un volcán". El aeropuerto de Linate instaló de inmediato un centro de crisis para atender a los familiares de las víctimas.
A día de hoy, 404 es el número de vuelo de la ruta de Alitalia Roma-Fráncfort.

## Aeronave
El avión involucrado en el accidente fue un Douglas DC-9-32, construido en 1974 con número de serie 47641 y el matrícula I-ATJA. El primer operador de la aeronave fue Aero Trasporti Italiani, una subsidiaria de Alitalia y fue transferida a a la misma en octubre de 1988. Según los investigadores, la aeronave había acumulado más de 43.400 ciclos y había sido inspeccionada 10 días antes al accidente.

## Pasajeros y tripulaciones
La aeronave transportaba a 40 pasajeros y 6 tripulantes. La tripulación estaba compuesta por dos pilotos y cuatro auxiliares de vuelo, todos ellos ciudadanos italianos. También estaban a bordo dos funcionarios japoneses de la industria eléctrica de Oki y muchos otros pasajeros eran trabajadores que se dirigían a casa después de trabajar en la zona industrial de Milán.  Entre los pasajeros a bordo se encontraba el actor italiano Roberto Mariano. 
| Nacionalidad   | Pasajeros | Tripulación | Total |
| -------------- | --------- | ----------- | ----- |
| Italia         | 6         | 6           | 12    |
| Japón          | 2         | 0           | 2     |
| Estados Unidos | 6         | 0           | 6     |
| Suiza          | 26        | 0           | 26    |
| Total          | 40        | 6           | 46    |

El capitán era Raffaele Liberti, de 47 años, un veterano de Alitalia con un tiempo de vuelo total de más de 10.000 horas. El primer oficial, el piloto a los mandos en el momento del accidente, era Massimo De Fraia, de 28 años, que tenía menos experiencia en el avión.

## Investigación
Los investigadores suizos fueron informados sobre el accidente una hora después. La investigación involucró al menos a 80 investigadores suizos. Además, el ministro del Interior italiano, Vincenzo Scotti, envió un equipo de investigadores al lugar del accidente junto con la NTSB y la FAA de Estados Unidos. Tanto la grabadora de datos de vuelo como la grabadora de voz de cabina se recuperaron del lugar del accidente. 
En las primeras horas después del accidente, varios testigos afirmaron que la aeronave estaba en llamas antes de impactar en Stadlerberg, mientras que otros afirmaron que la aeronave había explotado antes de impactar el terreno. Josef Meier, portavoz de las autoridades suizas de control del tráfico aéreo, declaró en una conferencia de prensa que los investigadores estaban evaluando todas las causas posibles, incluido el terrorismo. 
Los medios de comunicación italianos informaron que la montaña estaba cubierta de nubes y que había fuertes lluvias en la zona, mientras que los investigadores suizos afirmaron que la visibilidad fue buena durante el accidente con lluvias ligeras en el aeropuerto. 
El 16 de noviembre, un funcionario del equipo de investigación suizo declaró que la aeronave volaba a una altitud menor de la que debería haber estado: "El avión estaba 300 metros (990 pies) bajo respecto al perfil normal de aproximación y ligeramente desviado. El comandante no estaba siguiendo las señales de la radiobaliza ". El comunicado no dijo por qué el avión estaba demasiado bajo. 

### Decisión fatal
El primer oficial había iniciado la maniobra de motor y al aire, que aborta la aproximación e inicia la aproximación frustrada, pero el comandante revocó la orden, diciendo: "Mantenga la senda de planeo, ¿puede mantenerla?". El primer oficial respondió, "Sí". Los investigadores que trabajaban con McDonnell Douglas concluyeron que, si el capitán no hubiera interrumpido la marcha, el desastre se habría evitado. Los investigadores creen que el motivo para desoír la actuación del primer oficial fue que el capitán estaba muy insatisfecho con el desempeño del primer oficial durante el vuelo lo que derivó en una falta de confianza del comandante en el primer oficial.

### Montaña Stadlerberg
Como la montaña Stadlerberg está relativamente lejos de la pista, según los estándares de la Organización de Aviación Civil Internacional (OACI), no se requería iluminación de obstrucción. La montaña de 2.090 pies (640 m) no se podía ver durante la noche y, por lo tanto, podría poner en peligro los vuelos. Este tema había sido discutido entre Swissair , las autoridades aeroportuarias suizas y la Oficina Federal Suiza de Aviación Civil (FOCA) desde 1976. El análisis de la grabadora de voz de la cabina no dio ninguna indicación de que la tripulación estuviera buscando la montaña cubierta de nubes durante la aproximación. 

### Fallo del receptor NAV
Las grabaciones de las cajas negras mostraron que el instrumento de navegación, el ADI / HSI, aparentemente había capturado la senda de planeo. En el momento en que se capturó la senda de planeo, la aeronave volaba a unos 1.300 pies por debajo de la senda planeo del ILS. Al examinar el receptor con un microscopio, la investigación reveló que durante el impacto, el indicador de la senda de planeo se encontraba centrado en la senda de planeo del ILS, lo que significa que había capturado la senda de planeo. Los investigadores también revelaron que todos los instrumentos NAV seguían la senda de planeo, aunque la aeronave volaba por debajo de la trayectoria de planeo nominal. En ese momento, los investigadores no encontraron ningún defecto en el instrumento. 
Un examen detallado del NAV mostró que el modo NAV, durante su operación en vuelo, puede dar lugar a una indicación LOC (localizador: alineación horizontal) o GS (senda de planeo: alineación vertical) completamente falsa ( indicación "ON"). Debería haber aparecido una pequeña bandera roja en el indicador cuando ocurrió el error, pero no ocurrió así. McDonnell Douglas proporcionó a los investigadores una carta, que había enviado seis años antes (24 de agosto de 1984) a todos los operadores de aviones DC-8, DC-9, C-9 y MD-80 equipados con el receptor NAV defectuoso, que relacionaba al modo de falla de conmutación NAV. McDonnell Douglas había realizado un seminario sobre el NAV defectuoso en 1985 en Long Beach, California y Alitalia había enviado a tres pilotos allí. Sin embargo, el mensaje tanto de la carta como del seminario no se transmitió a los equipos operativos de Alitalia. Ellos, incluida la tripulación del vuelo 404, desconocían la posible indicación falsa. 

#### Causa de la falla del receptor NAV
Según McDonnell Douglas, un cortocircuito en ciertos modelos de receptores de radionavegación (VOR / ILS) podría hacer que los instrumentos de navegación indiquen "desviación cero". Por lo tanto, la información de desviación de datos sin procesar en el indicador de dirección de actitud, mostrada por las barras del director de vuelo, y el indicador de situación horizontal podría centrarse y permanecer centrado sin ningún indicador de fallo o advertencia a la vista. 
No solo no advirtió a los pilotos sobre el problema, sino que este cortocircuito también impidió que el piloto automático y el sistema de advertencia de proximidad al suelo (GPWS) recibieran las señales de desviación del derrota y la senda de planeo adecuadas, lo que resultó en que ningún instrumento advirtiera sobre el peligro inminente . El piloto automático continuó guiando la aeronave de acuerdo con las entradas de la tripulación previamente establecidas y el GPWS no hizo sonar ninguna alarma ya que la tripulación creía que estaban en la s senda de planeo correcta, mientras que en realidad no lo estaban. 
Como comprobación cruzada del sistema, el capitán y el primer oficial normalmente usarían dos receptores VOR / LOC separados para la información de navegación. Sin embargo, debido a la ausencia de una bandera de advertencia, el capitán y el primer oficial creyeron que estaban en la trayectoria correcta, y luego usaron la función de conmutación NAV para seleccionar el receptor VOR / LOC que funcionaba mal en ambos paneles. 

### Lectura incorrecta del altímetro
Esquema de un altímetro de avión tipo tambor, que muestra las pequeñas ventanas Kollsman en la parte inferior izquierda e inferior derecha de la cara. La aeronave estaba equipada con un altímetro aguja de tambor más antiguo. Este tipo de altímetro tiene varias desventajas; por ejemplo, en ciertas posiciones de la aguja, estas obstruyen parcialmente la lectura, lo que resulta en la incapacidad de determinar la altitud con precisión.

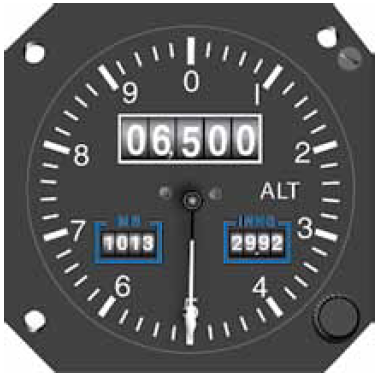
Esquema de un altímetro de avión tipo tambor, que muestra las pequeñas ventanas Kollsman en la parte inferior izquierda e inferior derecha de la cara.

La Fuerza Aérea de los Estados Unidos había señalado este diseño de altímetro como problemático en varios informes de entrenamiento y seguridad. 
Durante año anterior, hubo varios accidentes que fueron causados por errores de lectura del altímetro. La investigación de la NASA mostró que en una encuesta a 169 pilotos de EEUU, 137 pilotos dijeron que habían leído mal un altímetro al menos una vez, 134 pilotos habían observado que otro piloto leía mal un altímetro, el 85% de los pilotos explicaron que las lecturas erróneas se habían identificado en más de una ocasión durante su trabajo en cabina y la mayoría de las lecturas erróneas ocurrieron durante la fase de aproximación. 
La encuesta luego concluyó varias cosas, basadas en los comentarios de los pilotos: 
- "Este altímetro requiere más concentración de la que debería ser necesaria para leer con precisión".
- "La pequeña ventana del tambor es una complicación en el instrumento y es bastante pequeña, a menudo requiere una 'doble mirada' y desvía la atención de la aguja".
- "Las lecturas erróneas siempre ocurren a menor altitud cuando los pilotos dividen la atención entre más actividades".
- "Las situaciones más estresantes produjeron más malentendidos".
- "Una mirada rápida después de [estar distraído] puede inducir una lectura de 1,000 pies de distancia si el tambor del barril está a medio camino entre miles".

Los investigadores afirmaron que la tripulación del vuelo 404 podría haber leído mal el altímetro. Es plausible que el capitán haya malinterpretado el altímetro, creyendo que la altura del marcador exterior de 2,650 pies solo se había malinterpretado por una pequeña cantidad por debajo de la senda ideal. Esto llevó al comandante a pensar que podía recuperar la senda ideal reduciendo la velocidad vertical y por ese motivo abortó la decisión del copiloto de iniciar la maniobra de aproximación frustrada.

## Consecuencias
Al revisar la cadena de eventos, la junta de investigación hizo varias recomendaciones para evitar escenarios similares. Se han implementado reglas mejoradas para la comunicación entre el piloto y el copiloto durante el aterrizaje, y se ha señalado a los pilotos la posibilidad de leer mal los altímetros de vuelo. Lo más importante es que las nuevas reglas prohíben abortar la maniobra de aproximación frustrada una vezse ha iniciado, independientemente del rango y la función del miembro de la tripulación que inicia la maniobra. La revisión adecuada de las decisiones y las comunicaciones claras son parte de la gestión de recursos de la tripulación . 
Se realizaron varios cambios importantes después del accidente:
- Alitalia agregó el problema de falla del receptor NAV a su entrenamiento y también agregó las acciones que la tripulación debe tomar en caso de que suceda.
- Alitalia prohibió interrumpir la maniobra de aproximación frustrada. Una vez se hace la llamada para iniciar la maniobra, se debe realizar el procedimiento de aproximación frustrada. Esta regla ahora es general en casi todas las aerolíneas.
- Las autoridades de aviación suizas agregaron luces a la montaña Stadlerberg.
- McDonnell Douglas revisó su manual de capacitación para agregar información sobre la posibilidad de falla del NAV.

Además, se hicieron varias recomendaciones:
- Los equipos NAV sin monitorización de la señal de salida ya no deberían utilizarse.
- El altímetro de puntero de tambor ya no debe usarse. Las autoridades solicitaron que esta recomendación se implemente con efecto inmediato.
- El GPWS debería funcionar incluso en caso de fallo del NAV.

Alitalia continúa usando el vuelo 404, pero ahora en una ruta Roma-Frankfurt operada con la serie Airbus A320.

## Filmografía
El accidente apareció en la 18.ª temporada de Mayday: catástrofes aéreas del canal National Geographic, en el episodio "Inclinación Mortal".
Este accidente también fue presentado en el programa de televisión Mayday: Informe Especial, en el episodio "Datos mortales".

#### Accidentes similares
- Vuelo 435 de Invicta International Airlines, un accidente similar en 1973 cuando la tripulación perdió su orientación debido a problemas de navegación
- Vuelo 812 de Pan Am, otro accidente de CFIT debido a instrumentos defectuosos y error del piloto
- Vuelo 152 de Garuda Indonesia, otro accidente en la aproximación donde el GPWS no sonó
- Vuelo 3597 de Crossair, otro accidente en la aproximación a Zúrich
- El vuelo 801 de Korean Air, otro accidente de CFIT en el que una pista de planeo inutilizada en el aeropuerto internacional de Agana , una mala navegación y la fatiga de la tripulación se combinaron para provocar un accidente fatal.
- El vuelo 294 de West Air Sweden, un CRJ-200 que se estrelló con el morro hacia abajo y se invirtió después de que la falla del instrumento llevó al capitán a enviar el avión a una inmersión severa.
- Vuelo 965 de American Airlines, un Boeing 757 que se estrelló contra una montaña en Colombia, debido a múltiples errores del piloto y fallas del sistema de navegación.